# Causse-Bégon
Causse-Bégon é uma comuna francesa na região administrativa de Occitânia, no departamento de Gard. Estende-se por uma área de 7,67 km². Em 2010 a comuna tinha 22 habitantes (densidade: 2,9 hab./km²).